# Corinnomma javanum
Corinnomma javanum är en spindelart som beskrevs av Simon 1905. Corinnomma javanum ingår i släktet Corinnomma och familjen flinkspindlar. Inga underarter finns listade i Catalogue of Life.